# Abdullah Iqbal
Abdullah Iqbal, né le 27 juillet 2002 à Copenhague au Danemark, est un footballeur international pakistanais, qui joue au poste de défenseur central au Mjällby AIF.

## Biographie

### En club
Né à Copenhague au Danemark, Abdullah Iqbal est formé par le B 93 Copenhague à partir de ses sept ans, il rejoint le Brøndby IF à quatorze ans et y reste une saison avant de revenir au B 93.
Il joue son premier match en professionnel avec ce club le 1er mai 2021 face au Brabrand IF, en championnat. Il entre en jeu et son équipe s'impose par deux buts à un.
Le 8 août 2024, Abdullah Iqbal prend la direction de la Suède en rejoignant le Mjällby AIF, club avec lequel il signe un contrat courant jusqu'en décembre 2028.

### En sélection
Abdullah Iqbal est convoqué pour la première fois avec l'équipe nationale du Pakistan en novembre 2022. Il honore sa première sélection lors de ce rassemblement, le 16 novembre 2022 en amical face au Népal. Il est titularisé au poste de milieu défensif et son équipe est battue par un but à zéro.